# Чулпан (Стерлітамацький район)
Чулпа́н (рос. Чулпан, башк. Сулпан) — присілок у складі Стерлітамацького району Башкортостану, Росія. Входить до складу Услинської сільської ради.
Населення — 26 осіб (2010; 41 в 2002).
Національний склад:
- башкири — 66%
- татари — 34%